# Partecipanti allo Scheldeprijs 2024
Elenco dei partecipanti allo Scheldeprijs 2024.
Lo Scheldeprijs 2024 è stata la centodecima edizione della corsa. Alla competizione presero parte 22 squadre: undici iscritte all'UCI World Tour 2024, dieci dell'UCI ProTeam e una UCI Continental Team.
Accreditati alla partenza 150 ciclisti.

## Corridori per squadra
Nota: R ritirato, NP non partito, FT fuori tempo, SQ squalificato
| Alpecin-Deceuninck    | Alpecin-Deceuninck    | Alpecin-Deceuninck    | Soudal Quick-Step         | Soudal Quick-Step         | Soudal Quick-Step         | Intermarché-Wanty     | Intermarché-Wanty         | Intermarché-Wanty     |
| --------------------- | --------------------- | --------------------- | ------------------------- | ------------------------- | ------------------------- | --------------------- | ------------------------- | --------------------- |
| N°                    | Ciclista              | Clas.                 | N°                        | Ciclista                  | Clas.                     | N°                    | Ciclista                  | Clas.                 |
| 1                     | Jasper Philipsen      | 2°                    | 11                        | Tim Merlier               | 1°                        | 21                    | Gerben Thijssen           | R                     |
| 2                     | Simon Dehairs         | 27°                   | 12                        | Gianni Moscon             | 44°                       | 22                    | Huub Artz                 | 22°                   |
| 3                     | Robbe Ghys            | 132°                  | 13                        | Casper Pedersen           | 97°                       | 23                    | Madis Mihkels             | 9°                    |
| 4                     | Kaden Groves          | 107°                  | 14                        | Luke Lamperti             | 42°                       | 24                    | Arne Marit                | R                     |
| 5                     | Edward Planckaert     | 84°                   | 15                        | Bert Van Lerberghe        | 36°                       | 25                    | Baptiste Planckaert       | 95°                   |
| 6                     | Senne Leysen          | 99°                   | 16                        | Warre Vangheluwe          | 135°                      | 26                    | Gijs Van Hoecke           | 97°                   |
| 7                     | Ramon Sinkeldam       | 83°                   | 17                        | Jordi Warlop              | 103°                      | 27                    | Roel van Sintmaartensdijk | 60°                   |
| Arkéa-B&B Hotels      | Arkéa-B&B Hotels      | Arkéa-B&B Hotels      | Bora-Hansgrohe            | Bora-Hansgrohe            | Bora-Hansgrohe            | Cofidis               | Cofidis                   | Cofidis               |
| N°                    | Ciclista              | Clas.                 | N°                        | Ciclista                  | Clas.                     | N°                    | Ciclista                  | Clas.                 |
| 31                    | Luca Mozzato          | 17°                   | 41                        | Sam Welsford              | 7°                        | 51                    | Stanisław Aniołkowski     | 28°                   |
| 32                    | Jenthe Biermans       | 35°                   | 42                        | Nico Denz                 | 113°                      | 52                    | Piet Allegaert            | 11°                   |
| 33                    | Donavan Grondin       | 37°                   | 43                        | Marco Haller              | 119°                      | 53                    | Aimé De Gendt             | 104°                  |
| 34                    | Lucas Janssen         | 59°                   | 44                        | Emil Herzog               | 137°                      | 55                    | Christophe Noppe          | 78°                   |
| 35                    | Daniel McLay          | 19°                   | 45                        | Filip Maciejuk            | 89°                       | 56                    | Alexis Renard             | 33°                   |
| 36                    | Florian Sénéchal      | NP                    | 46                        | Ryan Mullen               | 114°                      | 57                    | Ludovic Robeet            | 127°                  |
| 37                    | Miles Scotson         | 110°                  | 47                        | Danny van Poppel          | 25°                       |                       |                           |                       |
| Lidl-Trek             | Lidl-Trek             | Lidl-Trek             | Team DSM-Firmenich PostNL | Team DSM-Firmenich PostNL | Team DSM-Firmenich PostNL | Team Jayco AlUla      | Team Jayco AlUla          | Team Jayco AlUla      |
| N°                    | Ciclista              | Clas.                 | N°                        | Ciclista                  | Clas.                     | N°                    | Ciclista                  | Clas.                 |
| 61                    | Edward Theuns         | 21°                   | 71                        | Casper van Uden           | 18°                       | 81                    | Dylan Groenewegen         | 3°                    |
| 62                    | Tim Declercq          | 93°                   | 72                        | Pavel Bittner             | 94°                       | 82                    | Amund Grøndahl Jansen     | R                     |
| 63                    | Jakob Söderqvist      | 120°                  | 73                        | Benjamin Peatfield        | 73°                       | 83                    | Luka Mezgec               | 26°                   |
| 64                    | Daan Hoole            | 111°                  | 74                        | Niklas Märkl              | 46°                       | 84                    | Kelland O'Brien           | 126°                  |
| 65                    | Tim Torn Teutenberg   | 32°                   | 75                        | Tim Naberman              | 124°                      | 85                    | Blake Quick               | 39°                   |
| 66                    | Mathias Vacek         | 90°                   | 76                        | Frank Aron Ragilo         | 77°                       | 86                    | Elmar Reinders            | 50°                   |
| 67                    | Otto Vergaerde        | 91°                   | 77                        | Bram Welten               | 71°                       | 87                    | Max Walscheid             | 69°                   |
| UAE Team Emirates     | UAE Team Emirates     | UAE Team Emirates     | Lotto Dstny               | Lotto Dstny               | Lotto Dstny               | Astana Qazaqstan Team | Astana Qazaqstan Team     | Astana Qazaqstan Team |
| N°                    | Ciclista              | Clas.                 | N°                        | Ciclista                  | Clas.                     | N°                    | Ciclista                  | Clas.                 |
| 91                    | Juan Sebastián Molano | 24°                   | 101                       | Jacopo Guarnieri          | 72°                       | 111                   | Cees Bol                  | 4°                    |
| 92                    | Ivo Oliveira          | 112°                  | 102                       | Joshua Giddings           | 70°                       | 112                   | Evgenij Fëdorov           | 122°                  |
| 94                    | Jonathan Guatibonza   | R                     | 103                       | Sébastien Grignard        | 63°                       | 113                   | Evgenij Gidič             | 101°                  |
| 95                    | Álvaro Hodeg          | 115°                  | 104                       | Mathijs Paasschens        | 65°                       | 114                   | Dmitrij Gruzdev           | 87°                   |
| 96                    | Gibbe Staes           | 92°                   | 105                       | Liam Slock                | 134°                      | 115                   | Michael Mørkøv            | 102°                  |
| 97                    | Michael Vink          | R                     | 106                       | Lionel Taminiaux          | 108°                      | 116                   | Rüdiger Selig             | 45°                   |
|                       |                       |                       | 107                       | Jarne Van de Paar         | 14°                       | 117                   | Gleb Syrica               | 121°                  |
| Israel-Premier Tech   | Israel-Premier Tech   | Israel-Premier Tech   | Uno-X Mobility            | Uno-X Mobility            | Uno-X Mobility            | Bingoal WB            | Bingoal WB                | Bingoal WB            |
| N°                    | Ciclista              | Clas.                 | N°                        | Ciclista                  | Clas.                     | N°                    | Ciclista                  | Clas.                 |
| 121                   | Hugo Hofstetter       | 5°                    | 131                       | Søren Wærenskjold         | 6°                        | 141                   | Sasha Weemaes             | 31°                   |
| 122                   | Itamar Einhorn        | 29°                   | 132                       | Louis Bendixen            | 129°                      | 142                   | Louis Blouwe              | 62°                   |
| 123                   | Oded Kogut            | 40°                   | 133                       | Stian Fredheim            | 130°                      | 143                   | Luca De Meester           | 52°                   |
| 124                   | Riley Pickrell        | 20°                   | 134                       | Tord Gudmestad            | 55°                       | 144                   | Michiel Lambrecht         | 47°                   |
| 125                   | Nadav Raisberg        | 38°                   | 135                       | Daniel Arnes              | 128°                      | 145                   | Jens Reynders             | 34°                   |
| 126                   | Kiaan Watts           | 58°                   | 136                       | William Blume Levy        | 30°                       | 146                   | Aaron Van der Beken       | 48°                   |
| 127                   | Rick Zabel            | 118°                  | 137                       | Rasmus Bøgh Wallin        | 51°                       | 147                   | Jelle Vermoote            | 105°                  |
| Team Flanders-Baloise | Team Flanders-Baloise | Team Flanders-Baloise | Q36.5 Pro Cycling Team    | Q36.5 Pro Cycling Team    | Q36.5 Pro Cycling Team    | TDT-Unibet            | TDT-Unibet                | TDT-Unibet            |
| N°                    | Ciclista              | Clas.                 | N°                        | Ciclista                  | Clas.                     | N°                    | Ciclista                  | Clas.                 |
| 152                   | Toon Clynhens         | R                     | 161                       | Matteo Moschetti          | 8°                        | 171                   | Davide Bomboi             | 16°                   |
| 153                   | Siebe Deweirdt        | 100°                  | 162                       | Joey Rosskopf             | 68°                       | 172                   | Hartthijs de Vries        | 81°                   |
| 154                   | Jules Hesters         | 136°                  | 163                       | Negasi Haylu Abreha       | 76°                       | 173                   | Owen Geleijn              | 56°                   |
| 155                   | Elias Maris           | 67°                   | 164                       | Mirko Bozzola             | 74°                       | 174                   | Axel Huens                | 123°                  |
| 156                   | Ward Vanhoof          | 66°                   | 165                       | Cyrus Monk                | 75°                       | 175                   | Sebastian Nielsen         | 117°                  |
| 157                   | Vincent Van Hemelen   | 125°                  | 166                       | Szymon Sajnok             | R                         | 176                   | Nicklas Amdi Pedersen     | 116°                  |
|                       |                       |                       | 167                       | Rory Townsend             | 53°                       | 177                   | Abram Stockman            | 23°                   |
| TotalEnergies         | TotalEnergies         | TotalEnergies         | Tudor Pro Cycling Team    | Tudor Pro Cycling Team    | Tudor Pro Cycling Team    | BEAT Cycling          | BEAT Cycling              | BEAT Cycling          |
| N°                    | Ciclista              | Clas.                 | N°                        | Ciclista                  | Clas.                     | N°                    | Ciclista                  | Clas.                 |
| 181                   | Dries Van Gestel      | 15°                   | 191                       | Arvid de Kleijn           | 13°                       | 201                   | Michiel Coppens           | 86°                   |
| 182                   | Lucas Boniface        | 79°                   | 192                       | Miká Heming               | 106°                      | 202                   | Bram Dissel               | 82°                   |
| 183                   | Thomas Gachignard     | 98°                   | 193                       | Alexander Krieger         | 43°                       | 203                   | Wessel Krul               | R                     |
| 184                   | Sandy Dujardin        | 85°                   | 194                       | Petr Kelemen              | 109°                      | 204                   | Lars Loohuis              | 61°                   |
| 185                   | Anthony Turgis        | 80°                   | 195                       | Juan David Sierra         | 133°                      | 205                   | Stijn Appel               | 131°                  |
| 186                   | Baptiste Vadic        | R                     | 196                       | Matteo Trentin            | 10°                       | 206                   | Tijmen Eising             | 96°                   |
|                       |                       |                       | 197                       | Maikel Zijlaard           | 41°                       | 207                   | Jeroen Van Krimpen        | 54°                   |
| Tarteletto-Isorex     |                       |                       |                           |                           |                           |                       |                           |                       |
| N°                    | Ciclista              | Clas.                 |                           |                           |                           |                       |                           |                       |
| 211                   | Timothy Dupont        | 12°                   |                           |                           |                           |                       |                           |                       |
| 212                   | Bo Godart             | R                     |                           |                           |                           |                       |                           |                       |
| 213                   | Jonas Oeman           | R                     |                           |                           |                           |                       |                           |                       |
| 214                   | Thomas Joseph         | 64°                   |                           |                           |                           |                       |                           |                       |
| 215                   | Arne Santy            | 49°                   |                           |                           |                           |                       |                           |                       |
| 216                   | Per Strand Hagenes    | R                     |                           |                           |                           |                       |                           |                       |
| 217                   | Mauro Verwilt         | 88°                   |                           |                           |                           |                       |                           |                       |